# Formazioni di Superliga Série A brasiliana di pallavolo maschile 2012-2013
Formazioni delle squadre di pallavolo partecipanti alla stagione 2012-2013 della Superliga Série A.

## GRER
| N° | Nome                 | Ruolo | Data di nascita   | Nazionalità sportiva |
| -- | -------------------- | ----- | ----------------- | -------------------- |
| -  | Cézar Douglas        | All   |                   | Brasile              |
| 1  | Raphael de Oliveira  | S     | 8 marzo 1984      | Brasile              |
| 2  | Guilherme Hage       | S     | 28 ottobre 1988   | Brasile              |
| 8  | Najari Carvalho      | S/O   | 24 febbraio 1988  | Brasile              |
| 9  | Bruno Araújo         | S     | 11 febbraio 1986  | Brasile              |
| 10 | Leandro Greca        | L     | 15 aprile 1983    | Brasile              |
| 11 | Vinícius de Siqueira | C     | 29 settembre 1982 | Brasile              |
| 12 | Caio Fazanha         | S/O   | 30 novembre 1992  | Brasile              |
| 14 | Jairo Medeiros       | P     | 17 febbraio 1990  | Brasile              |
| 15 | Michael dos Santos   | C     | 20 aprile 1983    | Brasile              |
| 17 | Ricardo Garcia       | P     | 19 novembre 1975  | Brasile              |
| 18 | Caio de Pra          | S/O   | 11 marzo 1987     | Brasile              |
| 19 | Iallisson de Amorin  | C     | 6 maggio 1986     | Brasile              |
| 20 | Alan Araújo          | S     | 22 ottobre 1991   | Brasile              |

## BVC
| N° | Nome                 | Ruolo | Data di nascita   | Nazionalità sportiva |
| -- | -------------------- | ----- | ----------------- | -------------------- |
| -  | Marcos Pacheco       | All   |                   | Brasile              |
| 1  | Alan Domingos        | L     | 15 febbraio 1980  | Brasile              |
| 2  | Alexandre Monteiro   | S     | 28 novembre 1992  | Brasile              |
| 3  | Rolando Despaigne    | S     | 7 giugno 1987     | Cuba                 |
| 4  | Diogo Silva          | S     | 25 maggio 1978    | Brasile              |
| 7  | Murilo Radke         | P     | 31 gennaio 1989   | Brasile              |
| 8  | Gustavo Bonatto      | C     | 2 gennaio 1986    | Brasile              |
| 9  | Rodrigo Leme         | P     | 9 aprile 1980     | Brasile              |
| 10 | Rodrigo Pinto        | S/O   | 20 febbraio 1980  | Brasile              |
| 11 | Orestes Carvalho     | C     | 21 settembre 1981 | Brasile              |
| 12 | Renato dos Santos    | S     | 5 gennaio 1983    | Brasile              |
| 13 | André Heller         | C     | 12 dicembre 1975  | Brasile              |
| 18 | Franco Paese         | S/O   | 1º marzo 1990     | Brasile              |
| 20 | João Rafael Ferreira | S     | 17 marzo 1993     | Brasile              |

## APAV
| N° | Nome                 | Ruolo | Data di nascita  | Nazionalità sportiva |
| -- | -------------------- | ----- | ---------------- | -------------------- |
| -  | Paulo André da Silva | All   |                  | Brasile              |
| 1  | Lucas Graciolli      | L     | 29 luglio 1991   | Brasile              |
| 2  | Alexandre Bergamo    | S/O   | 5 marzo 1981     | Brasile              |
| 3  | Rafael de Almeida    | P     | 5 giugno 1976    | Brasile              |
| 4  | Enoch Almeida        | S     | 6 maggio 1976    | Brasile              |
| 6  | Juleandro Rocha      | P     | 28 gennaio 1982  | Brasile              |
| 7  | Rafael Fantin        | S     | 17 marzo 1978    | Brasile              |
| 10 | Rafael Franco        | C     | 25 ottobre 1989  | Brasile              |
| 13 | Gustavo Endres       | C     | 23 agosto 1975   | Brasile              |
| 14 | Jefferson Orth       | L     | 17 febbraio 1977 | Brasile              |
| 15 | Roberto Minuzzi      | S     | 17 agosto 1981   | Brasile              |
| 16 | Luciano Bozko        | S     | 24 novembre 1978 | Brasile              |
| 17 | Thiago Rey           | C     | 15 marzo 1982    | Brasile              |
| 18 | Anderson Menezes     | S/O   | 4 giugno 1978    | Brasile              |

## Sada
| N° | Nome              | Ruolo | Data di nascita  | Nazionalità sportiva |
| -- | ----------------- | ----- | ---------------- | -------------------- |
| -  | Marcelo Méndez    | All   | -                | Argentina            |
| 2  | Daniel Gramignoli | P     | 5 marzo 1984     | Brasile              |
| 4  | Douglas Cordeiro  | C     | 15 gennaio 1979  | Brasile              |
| 5  | Maurício Silva    | S     | 4 febbraio 1989  | Brasile              |
| 6  | Túlio Nogueira    | S     | 24 maggio 1986   | Brasile              |
| 7  | William Arjona    | P     | 31 luglio 1979   | Brasile              |
| 8  | Wallace de Souza  | S/O   | 26 giugno 1987   | Brasile              |
| 9  | Yoandy Leal       | S     | 31 agosto 1988   | Cuba                 |
| 10 | Yadier Sánchez    | S     | 8 gennaio 1987   | Cuba                 |
| 11 | Marcos Acácio     | C     | 3 aprile 1978    | Brasile              |
| 14 | Rogério da Silva  | C     | 1º agosto 1984   | Brasile              |
| 16 | Guilherme Kachel  | L     | 20 maggio 1991   | Brasile              |
| 17 | Sérgio Nogueira   | L     | 25 agosto 1978   | Brasile              |
| 18 | Filipe Ferraz     | S     | 1º marzo 1980    | Brasile              |
| 20 | Rafael Martins    | C     | 10 febbraio 1991 | Brasile              |

## Floripa
| N° | Nome                  | Ruolo | Data di nascita   | Nazionalità sportiva |
| -- | --------------------- | ----- | ----------------- | -------------------- |
| -  | Douglas Chiarotti     | All   | -                 | Brasile              |
| 3  | Leonardo Dall Agnol   | S     | 25 novembre 1986  | Brasile              |
| 4  | Thales Hoss           | L     | 27 aprile 1989    | Brasile              |
| 5  | Ariel da Cruz         | L     | 28 maggio 1995    | Brasile              |
| 6  | Roosewelt Vasconcelos | C     | 12 ottobre 1984   | Brasile              |
| 7  | Dirceu Paulino        | S     | 12 settembre 1975 | Brasile              |
| 8  | Bernardo Reitz        | C     | 4 gennaio 1991    | Brasile              |
| 9  | Felipe Martins Rosa   | P     | 5 febbraio 1991   | Brasile              |
| 10 | Renato Felizardo      | C     | 4 aprile 1978     | Brasile              |
| 11 | Thiago Machado        | S     | 19 gennaio 1986   | Brasile              |
| 12 | Gustavo Weber         | C     | 17 dicembre 1982  | Brasile              |
| 14 | Bernardo Strelow      | P     | 8 novembre 1988   | Brasile              |
| 16 | Kaio Rocha            | S/O   | 15 agosto 1986    | Brasile              |
| 17 | Thiago Gelinski       | P     | 24 giugno 1987    | Brasile              |
| 18 | Marcos Cordeiro       | S     | 20 gennaio 1987   | Brasile              |
| 20 | Rafael de Araújo      | S/O   | 12 giugno 1991    | Brasile              |

## Juiz de Fora
| N° | Nome               | Ruolo | Data di nascita  | Nazionalità sportiva |
| -- | ------------------ | ----- | ---------------- | -------------------- |
| -  | Maurício Bara      | All   |                  | Brasile              |
| 2  | Ricardo de Aviz    | P     | 18 gennaio 1984  | Brasile              |
| 4  | Victor Pereira     | C     | 2 agosto 1991    | Brasile              |
| 5  | Wanderson Campos   | S/O   | 7 febbraio 1982  | Brasile              |
| 6  | Danilo Gelinski    | P     | 13 marzo 1990    | Brasile              |
| 7  | Octacílio Neto     | L     | 14 maggio 1992   | Brasile              |
| 7  | Daniel da Luz      | P     | 19 novembre 1980 | Brasile              |
| 8  | Fábio Paes         | L     | 15 marzo 1985    | Brasile              |
| 9  | Róbson Augusto     | C     | 2 giugno 1985    | Brasile              |
| 10 | Filipe Cipriani    | C     | 9 settembre 1985 | Brasile              |
| 11 | Silvio dos Santos  | C     | 24 luglio 1983   | Brasile              |
| 12 | Aureliano da Silva | C     | 12 agosto 1979   | Brasile              |
| 13 | Lucas Rangel       | C     | 29 ottobre 1990  | Brasile              |
| 15 | Hugo Silva         | S     | 13 aprile 1991   | Brasile              |
| 16 | Luan Weber         | S/O   | 12 febbraio 1991 | Brasile              |
| 17 | André Aleixo       | S     | 21 dicembre 1990 | Brasile              |
| 18 | Clinty da Rosa     | S     | 11 dicembre 1986 | Brasile              |
| 18 | Valdir Gonçalves   | S     | 23 marzo 1987    | Brasile              |

## Minas
| N° | Nome              | Ruolo | Data di nascita   | Nazionalità sportiva |
| -- | ----------------- | ----- | ----------------- | -------------------- |
| -  | Sérgio Coelho     | All   |                   | Brasile              |
| 1  | Matheus Teixeira  | L     | 28 settembre 1990 | Brasile              |
| 2  | Marcelo Elgarten  | P     | 9 novembre 1974   | Brasile              |
| 3  | Samuel Fuchs      | S     | 4 marzo 1983      | Brasile              |
| 4  | Gustavo Dias      | S     | 1º aprile 1992    | Brasile              |
| 5  | Felipe Stahelin   | P     | 10 aprile 1992    | Brasile              |
| 6  | Thiago Maciel     | S/O   | 7 maggio 1985     | Brasile              |
| 7  | Lucas Lóh         | S     | 18 gennaio 1991   | Brasile              |
| 8  | Ricardo Lucarelli | S     | 14 febbraio 1992  | Brasile              |
| 9  | Rodrigo Quiroga   | S     | 23 marzo 1987     | Argentina            |
| 10 | Flávio Gualberto  | C     | 22 aprile 1993    | Brasile              |
| 12 | Victor Despíndola | L     | 27 aprile 1990    | Brasile              |
| 13 | Michel Barreto    | S/O   | 20 aprile 1992    | Brasile              |
| 14 | Otávio Pinto      | C     | 27 febbraio 1991  | Brasile              |
| 15 | Henrique Randow   | C     | 5 aprile 1978     | Brasile              |
| 16 | Evandro Batista   | P     | 22 agosto 1981    | Brasile              |
| 17 | Maurício de Souza | P     | 29 settembre 1988 | Brasile              |
| 18 | Filip Rejlek      | S/O   | 16 maggio 1981    | Rep. Ceca            |
| 20 | Lucas de Deus     | L     | 26 gennaio 1987   | Brasile              |

## Funvic
| N° | Nome                     | Ruolo | Data di nascita   | Nazionalità sportiva |
| -- | ------------------------ | ----- | ----------------- | -------------------- |
| -  | João Benedito Conceição  | All   |                   | Brasile              |
| 1  | Fabiano Bittar           | S/O   | 15 febbraio 1980  | Brasile              |
| 2  | Alexsandro Vicente       | P     | 3 ottobre 1990    | Brasile              |
| 3  | José Ricardo Andrade     | C     | 27 dicembre 1989  | Brasile              |
| 4  | Luis Venceslau           | S     | 25 settembre 1989 | Brasile              |
| 5  | Alexsandro do Nascimento | S/O   | 4 marzo 1989      | Brasile              |
| 6  | Allan de Araújo          | S     | 26 giugno 1990    | Brasile              |
| 7  | Rodrigo Freitas          | S     | 21 gennaio 1975   | Brasile              |
| 8  | Diego dos Santos         | L     | 30 gennaio 1989   | Brasile              |
| 9  | Bruno Alves              | P     | 18 maggio 1989    | Brasile              |
| 10 | Tiago Brendle            | L     | 21 ottobre 1985   | Brasile              |
| 12 | Pedro Duarte             | C     | 7 maggio 1991     | Brasile              |
| 13 | Sergio Felix             | S     | 31 gennaio 1931   | Brasile              |
| 14 | Deivid Costa             | C     | 26 aprile 1988    | Brasile              |
| 16 | Felipe Grah              | C     | 22 gennaio 1990   | Brasile              |
| 18 | Renato de Oliveira       | C     | 26 novembre 1988  | Brasile              |

## RJX
| N° | Nome                | Ruolo | Data di nascita   | Nazionalità sportiva |
| -- | ------------------- | ----- | ----------------- | -------------------- |
| -  | Marcelo Fronckowiak | All   | -                 | Brasile              |
| 1  | Bruno de Rezende    | P     | 2 luglio 1986     | Brasile              |
| 3  | Bernardo Roese      | P     | 14 aprile 1964    | Brasile              |
| 4  | Thiago Sens         | S     | 2 luglio 1985     | Brasile              |
| 5  | Paulo da Silva      | S/O   | 12 maggio 1986    | Brasile              |
| 6  | Rafael Koettker     | L     | 14 gennaio 1984   | Brasile              |
| 7  | Manius Abbadi       | S     | 13 aprile 1976    | Brasile              |
| 9  | Théo Lopes          | S/O   | 3 agosto 1983     | Brasile              |
| 11 | Thiago Alves        | S     | 26 luglio 1986    | Brasile              |
| 12 | Guilherme Santos    | P     | 18 aprile 1981    | Brasile              |
| 13 | Renan Purificação   | S     | 27 novembre 1991  | Brasile              |
| 14 | Ualas Conceição     | C     | 16 luglio 1982    | Brasile              |
| 15 | Riad Ribeiro        | C     | 12 ottobre 1981   | Brasile              |
| 16 | Lucas Saatkamp      | C     | 3 giugno 1986     | Brasile              |
| 17 | Athos Costa         | C     | 29 novembre 1988  | Brasile              |
| 18 | Dante do Amaral     | S     | 30 settembre 1980 | Brasile              |
| 19 | Mário Pedreira      | L     | 3 maggio 1982     | Brasile              |

## São Bernardo
| N° | Nome              | Ruolo | Data di nascita  | Nazionalità sportiva |
| -- | ----------------- | ----- | ---------------- | -------------------- |
| -  | Roberley Leonaldo | All   | -                | Brasile              |
| 1  | Frederico Amaral  | P     | 21 gennaio 1988  | Brasile              |
| 5  | Paulo Bertassoni  | P     | 16 marzo 1985    | Brasile              |
| 7  | Ricardo do Rêgo   | S     | 9 gennaio 1991   | Brasile              |
| 8  | Joel Monteiro     | S/O   | 24 aprile 1974   | Brasile              |
| 9  | Matheus da Cunha  | C     | 1º dicembre 1991 | Brasile              |
| 10 | Luiz Sene         | C     | 11 marzo 1986    | Brasile              |
| 11 | Felipe da Silva   | L     | 25 agosto 1990   | Brasile              |
| 12 | Isac Santos       | C     | 13 dicembre 1990 | Brasile              |
| 13 | Ygor Duarte       | S     | 16 gennaio 1989  | Brasile              |
| 14 | Renan Buiatti     | S/O   | 10 gennaio 1990  | Brasile              |
| 17 | Rogério Nogueira  | S     | 30 giugno 1988   | Brasile              |
| 18 | Rodrigo Telles    | S     | 3 marzo 1990     | Brasile              |

## Sesi
| N° | Nome                | Ruolo | Data di nascita  | Nazionalità sportiva |
| -- | ------------------- | ----- | ---------------- | -------------------- |
| -  | Giovane Gávio       | All   | 7 settembre 1970 | Brasile              |
| 1  | Cleber de Oliveira  | S     | 16 dicembre 1978 | Brasile              |
| 2  | Leonardo Alves      | S/O   | 2 febbraio 1984  | Brasile              |
| 4  | Leonardo de Miranda | S     | 10 marzo 1982    | Brasile              |
| 5  | Sandro de Carvalho  | P     | 2 aprile 1981    | Brasile              |
| 6  | Fabrício Dias       | S/O   | 12 gennaio 1979  | Brasile              |
| 7  | Everaldo da Silva   | P     | 28 maggio 1985   | Brasile              |
| 8  | Murilo Endres       | S     | 3 maggio 1981    | Brasile              |
| 9  | Sidnei dos Santos   | C     | 9 luglio 1982    | Brasile              |
| 10 | Sérgio dos Santos   | L     | 15 ottobre 1975  | Brasile              |
| 11 | Ary Neto            | S     | 10 luglio 1991   | Brasile              |
| 12 | Tiago Wesz          | S     | 12 febbraio 1989 | Brasile              |
| 13 | Tiago Barth         | C     | 13 giugno 1988   | Brasile              |
| 15 | Luciano Minossi     | L     | 7 novembre 1976  | Brasile              |
| 16 | Éder Carbonera      | C     | 19 ottobre 1983  | Brasile              |

## Volta Redonda
| N° | Nome                  | Ruolo | Data di nascita   | Nazionalità sportiva |
| -- | --------------------- | ----- | ----------------- | -------------------- |
| -  | Sérgio Negrão         | All   |                   | Brasile              |
| 1  | Rodrigo Rodrigues     | P     | 13 febbraio 1986  | Brasile              |
| 2  | Maurício da Cunha     | P     | 13 febbraio 1986  | Brasile              |
| 3  | Jônatas do Nascimento | C     | 29 aprile 1985    | Brasile              |
| 4  | Benedito Canuto       | S     | 2 maggio 1990     | Brasile              |
| 5  | Wesley Ribeiro        | S     | 24 aprile 1979    | Brasile              |
| 6  | Júlio Cerqueira       | P     | 28 dicembre 1990  | Brasile              |
| 7  | Renato de Souza       | S     | 16 aprile 1983    | Brasile              |
| 9  | Leonardo Pinheiro     | S/O   | 2 marzo 1986      | Brasile              |
| 10 | Vinicius dos Santos   | S     | 10 maggio 1986    | Brasile              |
| 11 | Daniel Rossi          | L     | 27 settembre 1980 | Brasile              |
| 12 | Giovanni das Chagas   | C     | 21 febbraio 1982  | Brasile              |
| 14 | Alberto Mendes        | C     | 6 giugno 1981     | Brasile              |
| 16 | Alex de Almeida       | L     | 16 settembre 1988 | Brasile              |
| 17 | Bruno de Jesus        | C     | 4 aprile 1988     | Brasile              |
| 18 | Leandro dos Santos    | S/O   | 2 aprile 1982     | Brasile              |